# Dorymyrmex flavopectus
Dorymyrmex flavopectus är en myrart som beskrevs av Smith 1944. Dorymyrmex flavopectus ingår i släktet Dorymyrmex och familjen myror. Inga underarter finns listade i Catalogue of Life.

## Bildgalleri

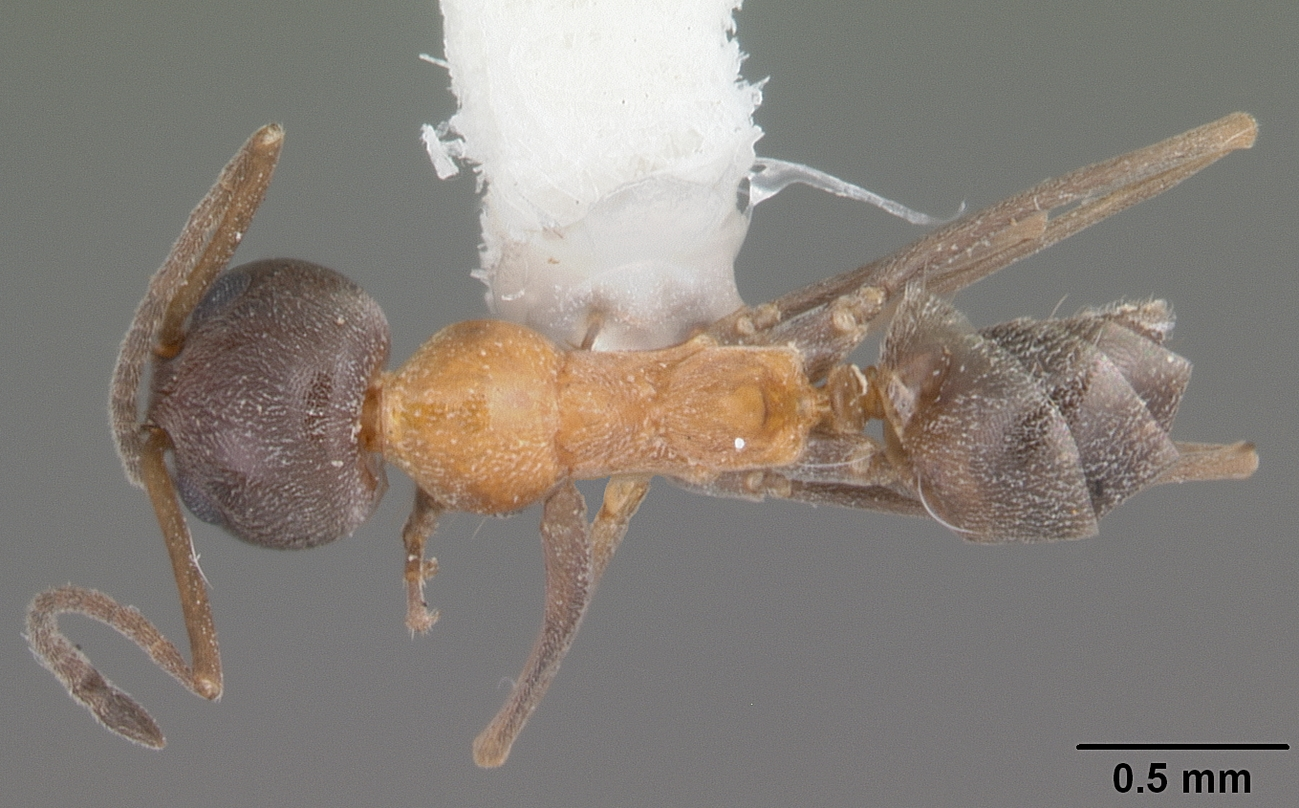
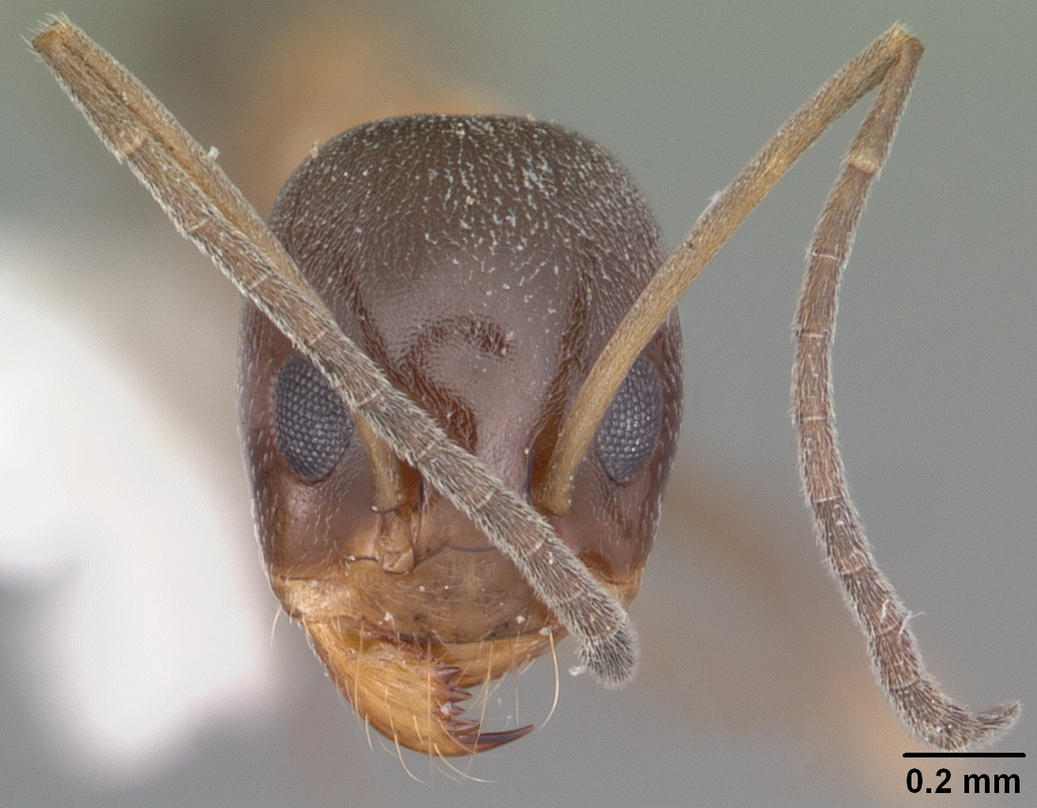
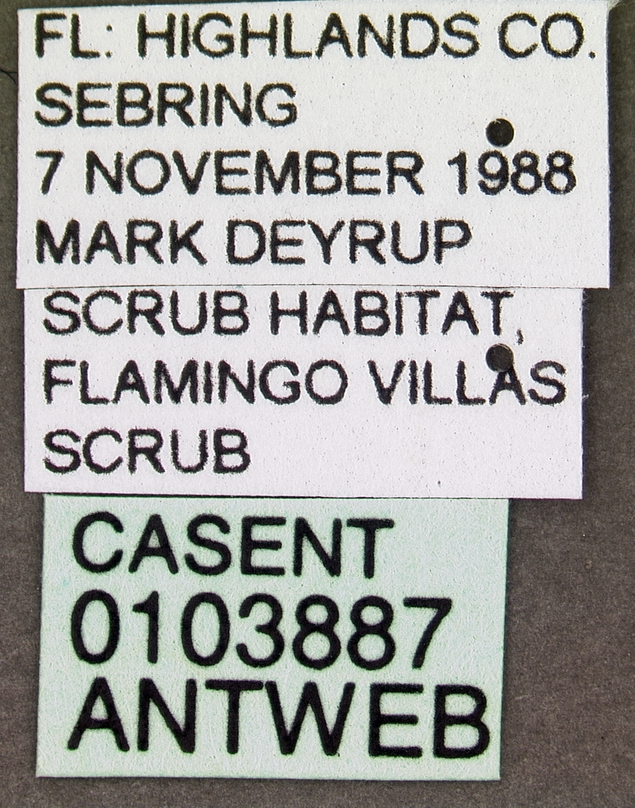
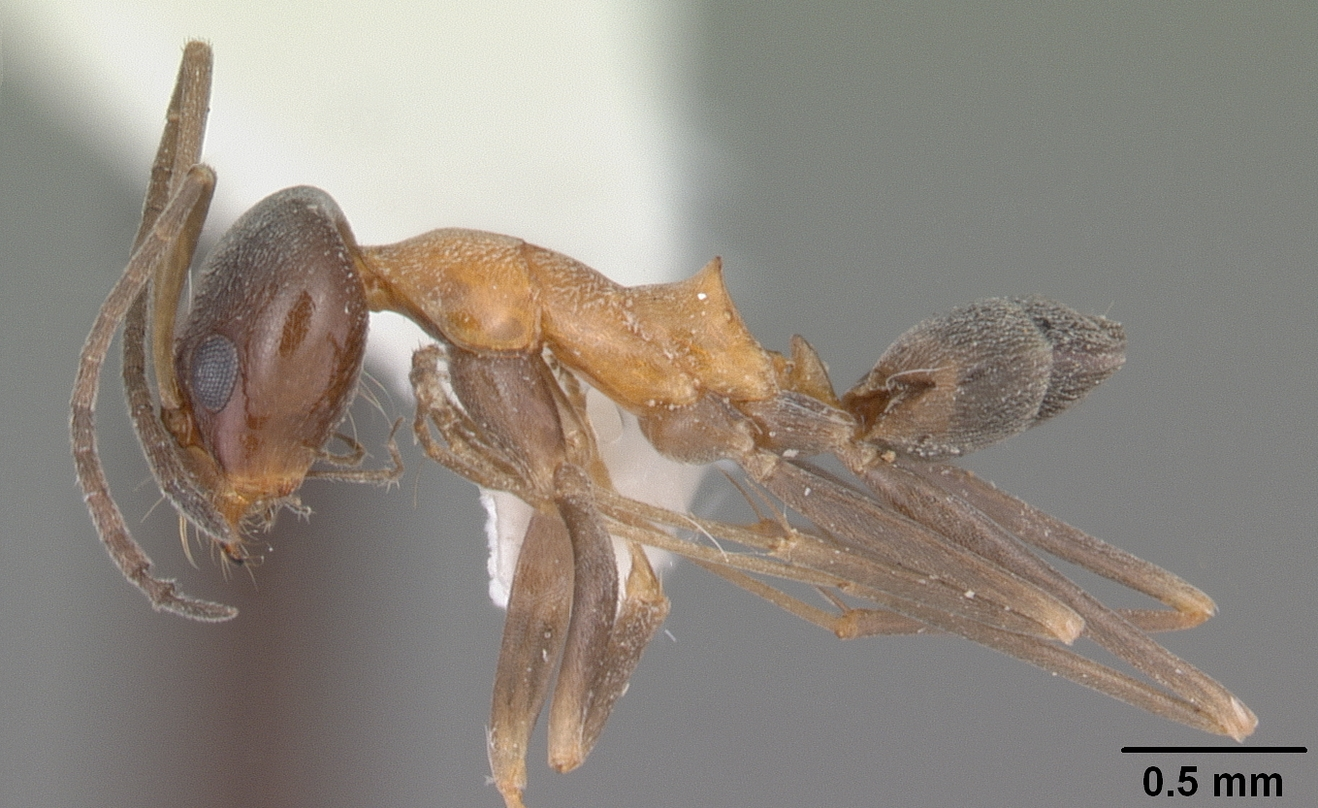